# Noctua cruda
Noctua cruda là một loài bướm đêm trong họ Noctuidae.